# Per Fly

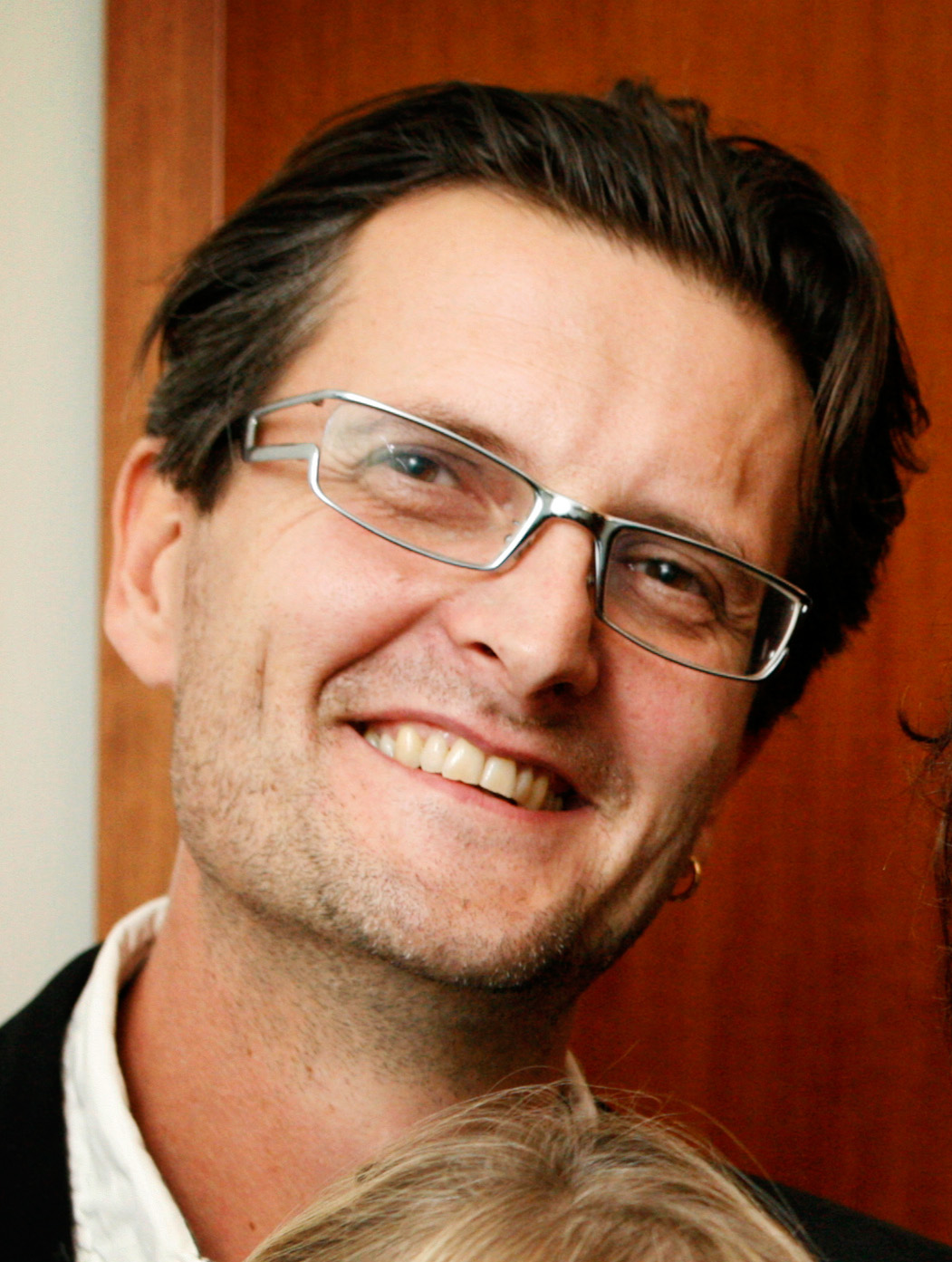
Per Fly (2005)

Per Fly (* 14. Januar 1960 in Skive, Dänemark) ist ein dänischer Filmregisseur.
1993 schloss er erfolgreich sein Studium an der Dänischen Filmschule in Kopenhagen ab. Er gewann zahlreiche dänische Filmpreise (Bodil/Robert) für den besten Film und die beste Regie mit seiner Film-Trilogie Die Bank, Das Erbe und Totschlag – Im Teufelskreis der Gewalt.
Er hat zusammen mit seiner Frau, der Schauspielerin Charlotte Fich, zwei Söhne.

## Filmografie (Auswahl)
- 2000: Die Bank (Bænken)
- 2001: Herr Prop und die verzauberte Kuh (Prop & Berta; Animationsfilm)[1]
- 2003: Das Erbe (Arven)
- 2005: Totschlag – Im Teufelskreis der Gewalt (Drabet)
- 2010: Unter die Haut – Gefährliche Begierde (Kvinden der drømte om en mand)
- 2013: Monica Z
- 2016: Bedrag (Fernsehserie, Folge 1 und 2)
- 2017: Backstabbing for Beginners